# U-boot tipus XVII
Els U-Boot tipus XVII van ser una sèrie de submarins costaners que feien servir un sistema de propulsió amb peròxid d'hidrogen que oferien una combinació de propulsió independent de l'aire i altes velocitats en immersió.

## Antecedents
A les primeries de la dècada dels anys 30 del segle xx, Hellmuth Walter havia dissenyat un petit submarí per fer proves de la seva nova turbina i el 1939 va ser autoritzat per a construir un vaixell experimental, el V-80, que va aconseguir en immersió la velocitat de 28 nusos, trencant els rècords de l'època.

Després de l'èxit de les proves amb el V-80, Walter va contactar el gener de 1942 amb l'Almirall Karl Doenitz que es va entusiasmar amb la idea i va aconseguir l'ordre de construcció de quatre submarins de prova l'estiu de 1942.

## Construcció
D'aquest quatre submarins, dos, van ser construïts per Blohm + Voss amb els numerals U-792 i 793, es van comissionar l'octubre de 1943 i van aconseguir velocitats en immersió de 20 nusos. Els dos restants van ser construïts per Krupp, amb els numerals U-794 i U-795, es van comissionar el març de 1944.
L'U-793 va aconseguir submergit una velocitat de 22 nusos (41 km/h) el març de 1944 amb l'almirall Dönitz a bord. Al juny de 1944, l' U-792 va aconseguir 25 nusos (46 km/h) sobre una distància de milla mesurada
Es va trobar que els submarins de tipus XVIIA eren molt difícils de pilotar a gran velocitat per la manca d'hidroplans davanters i es van veure afectats per nombrosos problemes mecànics, baixa eficiència i el fet que es perdia una quantitat important de potència a causa de la pressió contrària produïda per l'aigua sobre el conducte d'escapament a majors profunditats.
Es va iniciar la construcció de submarins de tipus operacional XVII, el tipus XVIIB, a les drassanes Blohm + Voss d'Hamburg. El tipus XVIIB, a diferència del XVIIA, tenia una sola turbina. L'ordre inicial va ser de 12 submarins, de l'U-1405 al U-1416. No obstant això, Blohm + Voss ja tenia seriosos problemes per fer front a les comandes dels submarins del tipus XXI i la Kriegsmarine va reduir la comanda a sis.
Blohm + Voss d'Hamburg va completar-ne tres del tipus XVIIB entre 1943 i 1944: U-1405, U-1406 i U-1407. L' U-1405 es va completar el desembre de 1944, la U-1406 al febrer de 1945 i la U-1407 al març de 1945.
Altres tres (U-1408 al U-1410) estaven en construcció, però no estaven acabats en acabar la guerra. Altres sis tipus XVIIB (U-1411 al U-1416) van ser cancel·lats durant la guerra a favor del submarí tipus XXI

## Post-guerra

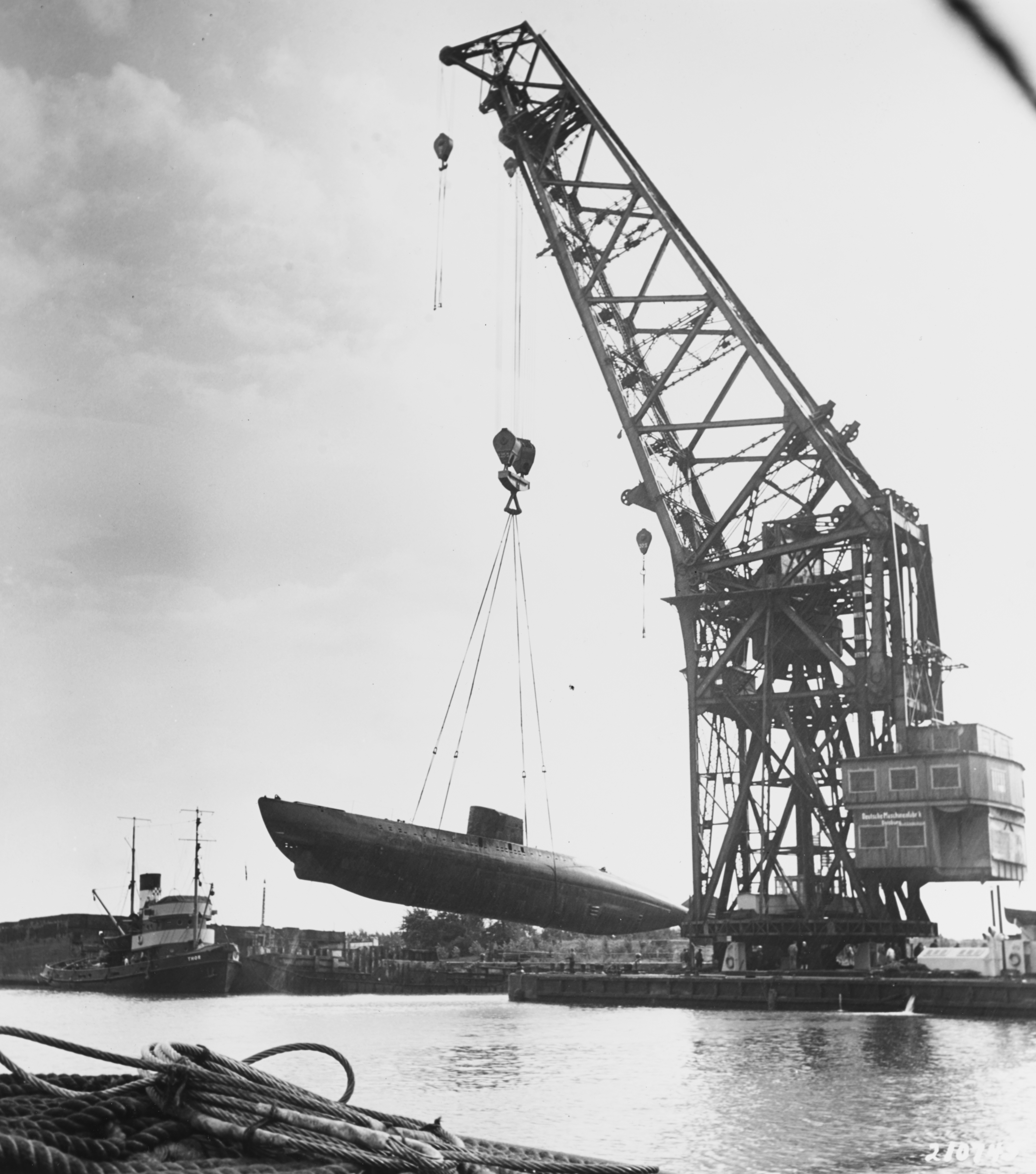
Un tipus XVIIB en el moment de ser reflotat pels Aliats (1945)

Les tres embarcacions completades de tipus XVIIB van ser barrinades per les seves tripulacions al final de la Segona Guerra Mundial, l'U-1405 a Flensburg, i els U-1406 i U-1407 a Cuxhaven, totes a la zona d'ocupació britànica. El 7 de maig de 1945, els U-1406 i U-1407 van ser barrinats per l'Oberleutnant zur See Gerhard Grumpelt, tot i que un oficial superior, Kapitän zur See Kurt Thoma, havia prohibit aquestes accions. Un tribunal militar britànic va condemnar a 7 anys de presó a Grumpelt.
A la Conferència de Potsdam del juliol de 1945, l'U-1406 es va assignar als Estats Units i l'U-1407 a Gran Bretanya, i ambdues naus van ser aviat reflotades i recuperades. L'U-1408 i l'U-1410, incomplerts,van ser descoberts per les forces britàniques a les drassanes Blohm + Voss d'Hamburg.
Els americans van avaluar el U-1406 però van concloure que seria massa car i massa perillós tornar-lo a posar en servei i el van desguassar. Els britànics per contra van reparar l'U-1407, anomenant-lo HMS Meteorite i va servir de model dels submarins HMS Explorer i HMS Excalibur.